# 复仇级战列舰
复仇级战列舰(英語：Revenge-class battleship)是英国建造的一种战列舰。同級艦5艘

## 战舰概观
英国海军为回应德国建造巴伐利亚级战列舰，1913年预算批准建造7艘复仇级战列舰(舰名首字母均为R，也称R级)，1914年8月英国海军取消了后两艘的建造计划，将预算改为建造2艘声望级战列巡洋舰，最后建成5艘。复仇级布局与武备与伊丽莎白女王级战列舰基本相同，舰体长度缩短，防护略有改进，采用单烟囱。出于对战时石油供应的担忧，当时石油只能从国外获得，英伦三岛出产高品质的煤矿，而且还有一种可能性，即石油供应战时可能无法维持，所以动力系统在设计阶段改回燃煤型锅炉。遭到1914年重新担任海务大臣的费舍尔强烈反对，虽然重新修改，但锅炉舱空间设计狭窄，发动机功率低，致使航速相对伊丽莎白女王级减低。拉米伊号在建造过程中舰体首次安装了附加防鱼雷隔舱。
由於復仇級戰艦艦名皆以R字開頭，有時該級戰艦也會被簡稱為R級。

## 服役历程
复仇级在第一次世界大战中相继服役，复仇号、皇家橡树号参加了日德兰海战。
由于经费的限制，在两次世界大战之间复仇级未如伊丽莎白女王级那样的大规模现代化改装，到第二次世界大战爆发前只进行了小规模的改装。
1939年10月皇家橡树号在斯卡帕湾锚地被潜入的德国U47号潜艇击沉。1942年复仇级编入英国海军东方舰队抵御日本海军在印度洋的发动的攻势。拉米伊号在马达加斯加岛遭日本微型潜艇攻击而搁浅，后被修复。1944年由于战争局势缓和复仇级转为预备役。拉米伊号用于火力支援任务参加了诺曼底登陆。君权号1944年租借给苏联，改名“阿尔汉格尔斯克”号，1949年归还英国並於同年退役解体。

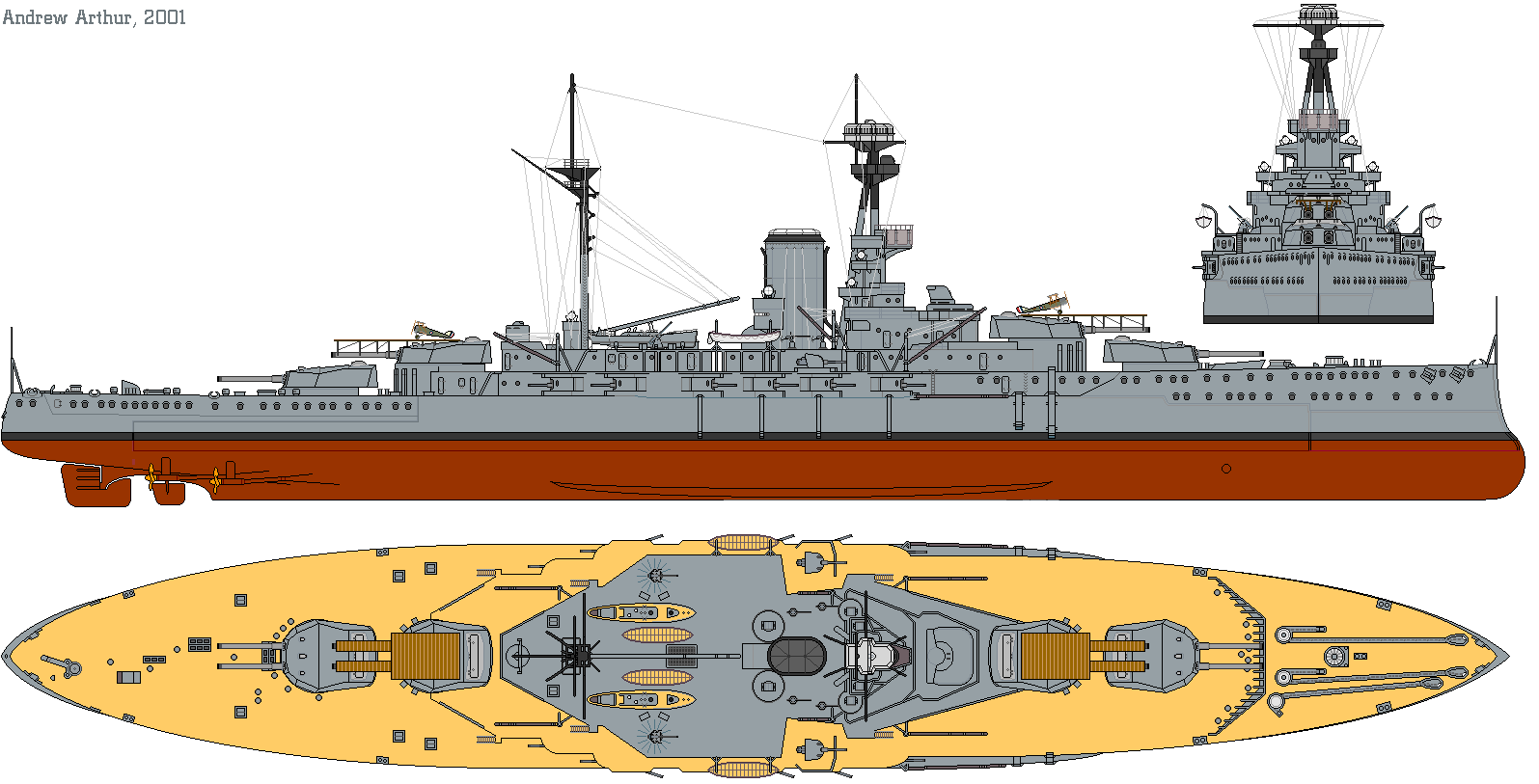
复仇号示图 (1916年)
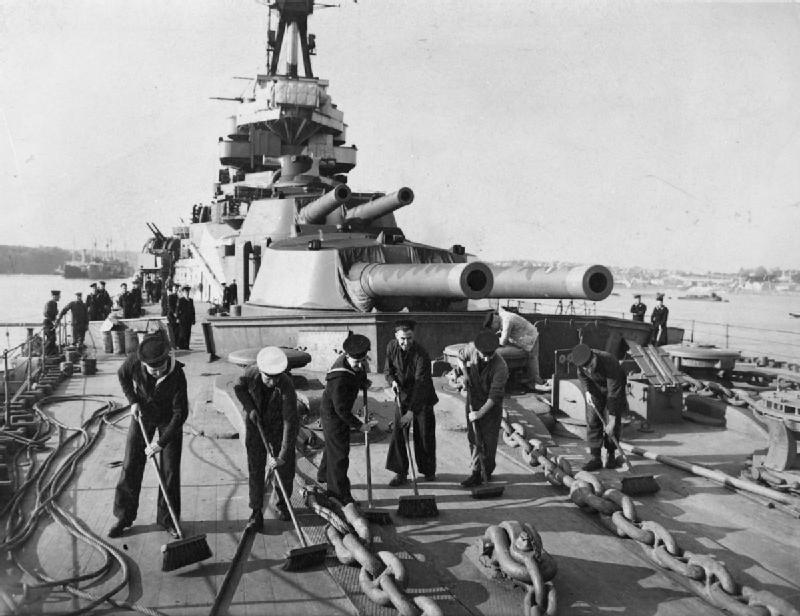
复仇号的前甲板和15寸主炮炮塔
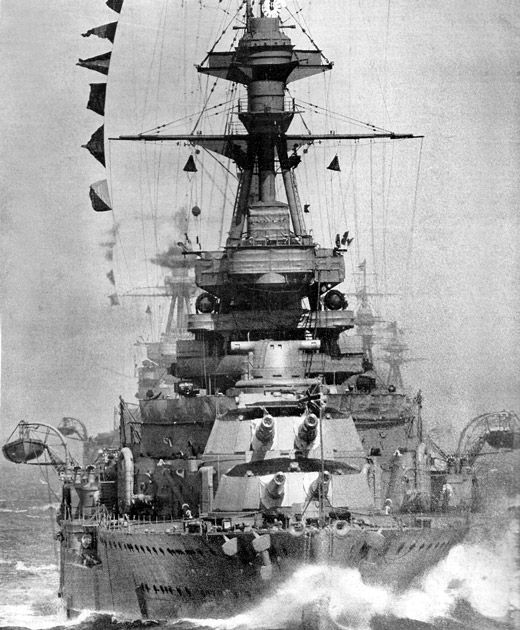
皇家橡树号
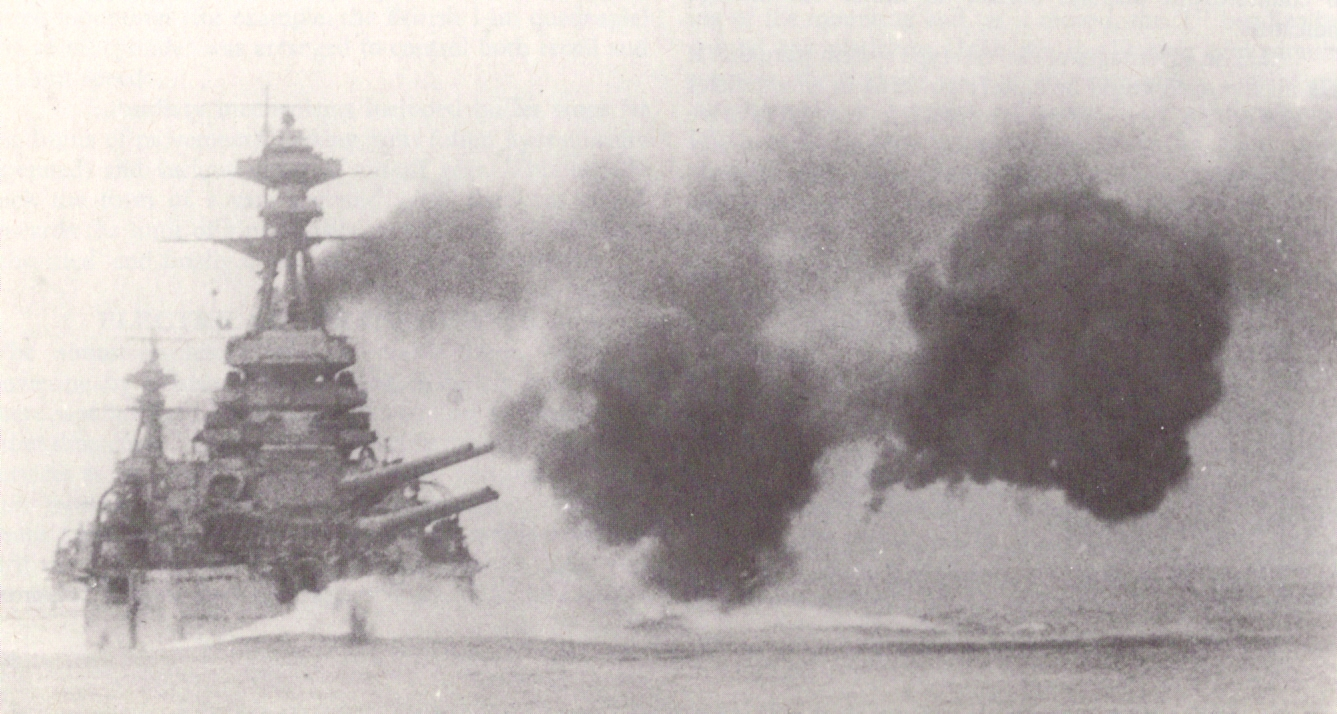
君权号重炮射击瞬间

## 同级舰列表
| 舰名                       | 舷号 | 建造商               | 下水日期       | 服役日期       | 备注                                                              |
| -------------------------- | ---- | -------------------- | -------------- | -------------- | ----------------------------------------------------------------- |
| 复仇号 HMS Revenge         | 06   | 维克斯-阿姆斯特朗    | 1915年5月29日  | 1916年2月1日   | 1948年被拆解                                                      |
| 皇家橡树号 HMS Royal Oak   | 08   | 德文港海軍船塢       | 1914年11月17日 | 1916年5月1日   | 1939年10月二战爆發后被德军U-47號潛艇發射魚雷击沉                  |
| 君权号 HMS Royal Sovereign | 05   | 樸資茅斯海军船塢     | 1915年4月29日  | 1916年4月18日  | 1944年-1949年租借予蘇联海军並更名为阿尔汉格尔斯克号，1949年被拆解 |
| 決心号 HMS Resolution      | 09   | Palmers Shipbuilding | 1915年1月14日  | 1916年12月30日 | 1949年被拆解                                                      |
| 拉米伊号 HMS Ramillies     | 07   | W. Beardmore         | 1916年6月12日  | 1917年9月1日   | 1949年被拆解                                                      |